# Freiwasserweltmeisterschaften
Die Freiwasserweltmeisterschaften waren vom internationalen Schwimmverband FINA von 2000 bis 2010 im Zweijahresrhythmus ausgetragene weltweite Wettkämpfe im Freiwasserschwimmen. Wettbewerbe im Freiwasserschwimmen finden bereits seit dem Jahr 1991 als Teil der Schwimmweltmeisterschaften statt. In den Jahren 2000, 2002, 2004, 2006, 2008 und 2010 wurden diesen Wettbewerben mit den Freiwasserweltmeisterschaften ein zusätzlicher eigenständiger Rahmen gegeben.
Es existieren Einzelwettbewerbe für Frauen und Männer über die Distanzen 5, 10 und 25 Kilometer.
Der offizielle Name der Freiwasserweltmeisterschaften lautet FINA World Open Water Swimming Championships.

## Erfolgreichste Teilnehmer
Die insgesamt erfolgreichsten Teilnehmer im Freiwasserschwimmen bei Freiwasser- und Schwimmweltmeisterschaften sind im Folgenden tabellarisch dargestellt. (Stand: Einschließlich der Freiwasserweltmeisterschaften 2010)

### Frauen
| Platz | Teilnehmerin       | Gold | Silber | Bronze | Wettbewerbe     | Zeitraum  |
| ----- | ------------------ | ---- | ------ | ------ | --------------- | --------- |
| 1     | Larissa Iltschenko | 8    | 1      | 0      | 5 und 10 km     | 2004–2009 |
| 2     | Edith van Dijk     | 6    | 5      | 4      | 5, 10 und 25 km | 1998–2008 |
| 3     | Viola Valli        | 5    | 2      | 1      | 5, 10 und 25 km | 2000–2003 |

### Männer
| Platz | Teilnehmer          | Gold | Silber | Bronze | Wettbewerbe     | Zeitraum  |
| ----- | ------------------- | ---- | ------ | ------ | --------------- | --------- |
| 1     | Thomas Lurz         | 9    | 2      | 2      | 5 und 10 km     | 2002–2010 |
| 2     | Juri Kudinow        | 5    | 2      | 1      | 25 km           | 2000–2008 |
| 3     | Wladimir Djattschin | 3    | 2      | 4      | 5, 10 und 25 km | 2001–2010 |

## Austragungsdaten
| Nr. | Jahr | Ort               | Artikel |
| --- | ---- | ----------------- | ------- |
| 1   | 1991 | Perth             | Details |
| 2   | 1994 | Rom               | Details |
| 3   | 1998 | Perth             | Details |
| 4   | 2000 | Honolulu          | Details |
| 5   | 2001 | Fukuoka           | Details |
| 6   | 2002 | Scharm El-Scheich | Details |
| 7   | 2003 | Barcelona         | Details |
| 8   | 2004 | Dubai             | Details |
| 9   | 2005 | Montréal          | Details |
| 10  | 2006 | Neapel            | Details |
| 11  | 2007 | Melbourne         | Details |
| 12  | 2008 | Sevilla           | Details |
| 13  | 2009 | Rom               | Details |
| 14  | 2010 | Roberval          | Details |